# Camiel Van Breedam

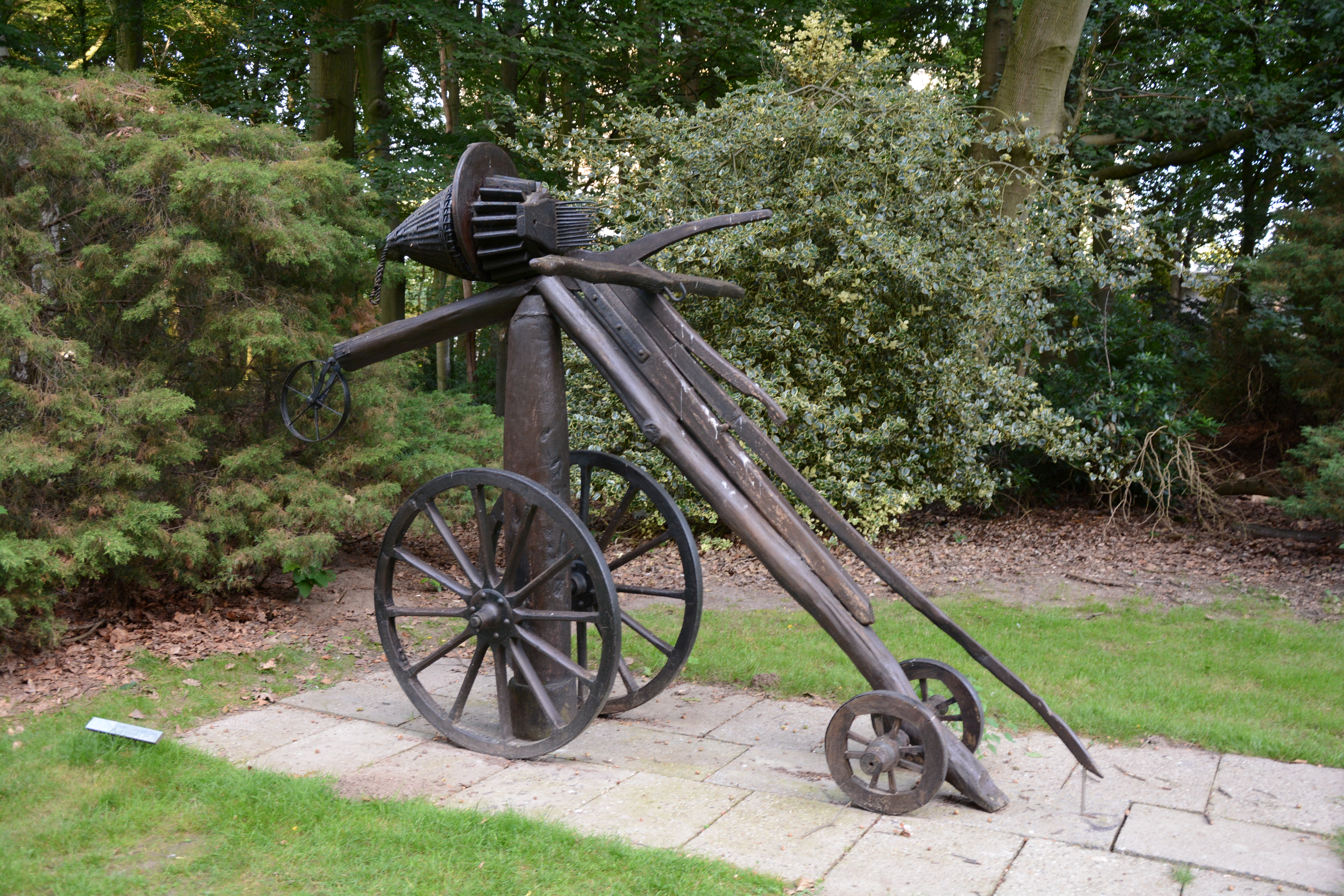
Zonnewagen uit 1974 in het Middelheimmuseum

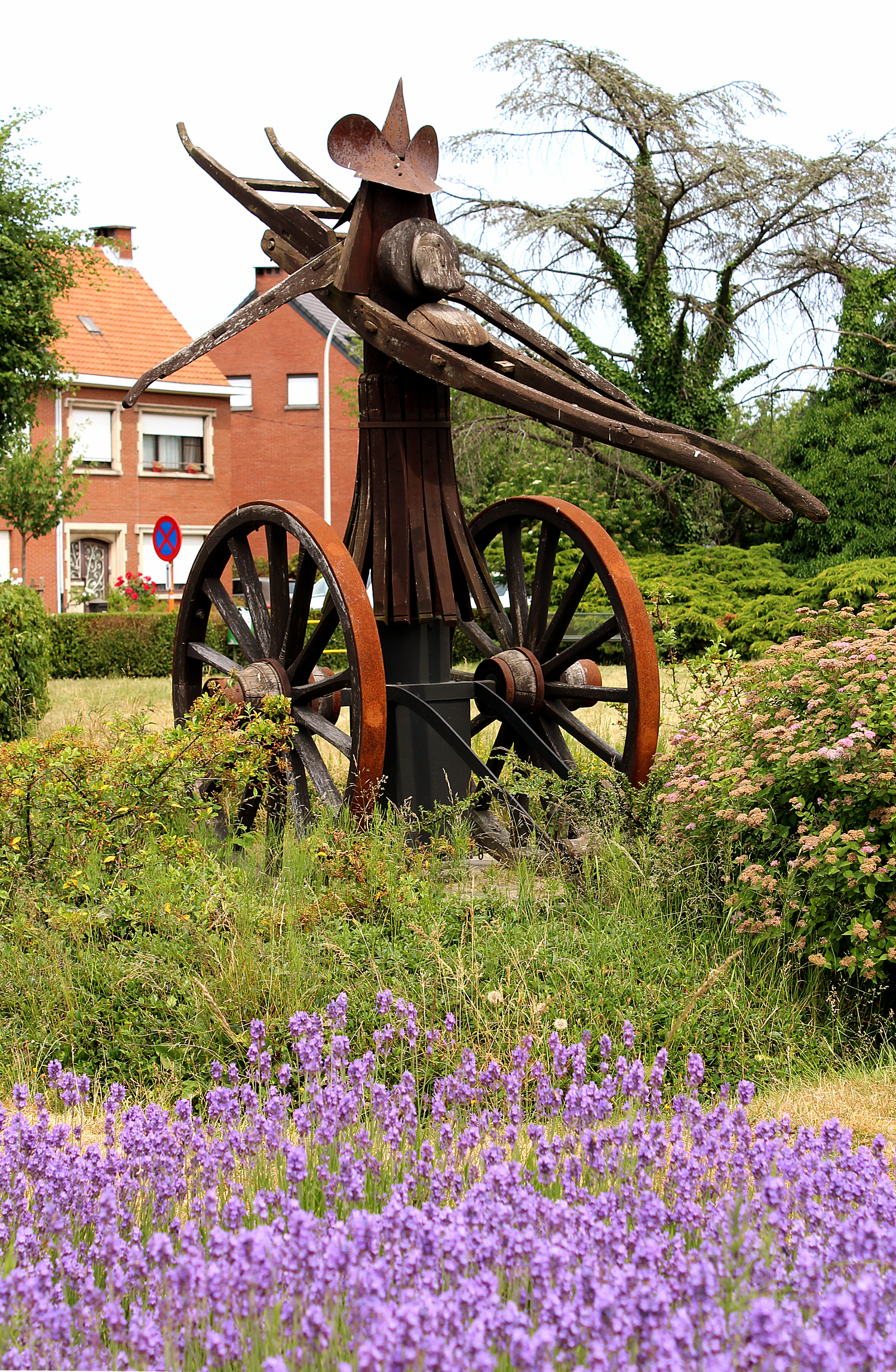
Don Quichot uit 1978 in Burcht (Zwijndrecht) voor het project Kunst in de straat

Camiel Van Breedam (Boom, 29 juni 1936), is een Belgische kunstenaar. 
Van Breedam groeide op in een arbeidersgezin in Boom en kreeg bij zijn plastische opvoeding Octave Landuyt als mentor. Hij nam in 1957 deel aan de wedstrijd Jeune peinture belge. Hij werd lid van het Antwerps kunstenaarscollectief G58. In 1986 kreeg hij de Louis Paul Boonprijs.

## Werken
In zijn vroege "witte werken" combineerde Van Breedam schilderij en sculptuur. Op een monochrome laag plamuur schilderde hij met glacis en olieverf en bracht stukken metaal of gebruiksvoorwerpen (een fietsketting, keukengerei, sleutels) aan om een geometrische compositie te vormen.
Zijn kunstwerken staan ten toon in heel wat publieke plaatsten zoals de Verbeke Foundation, het Vlaams Parlementsgebouw, de ingang van het metrostation Belgica.